# Časovni odvod
Časóvni òdvod (ali òdvod po čásu) je v matematiki odvod funkcije po času, po navadi tolmačen kot stopnja (časovne) spremembe vrednosti funkcije. Spremenljivka, ki označuje čas, se običajno zapiše kot {\displaystyle t\,}.

## Zapis
Za označevanje časovnega odvoda se uporablja več različnih zapisov. Poleg normalnega Leibnizevega zapisa:
{\displaystyle {\frac {\mathrm {d} x}{\mathrm {d} t}}\!\,}
se velikokrat rabita tudi dva okrajšana zapisa: 
- zapis z dodano piko nad spremnljivko  {\displaystyle {\dot {x}}} – Newtonov zapis. Na primer:

- hitrost kot časovni odvod poti x: {\displaystyle v={\dot {x}}}
- pospešek kot časovni odvod hitrosti v: {\displaystyle a={\dot {v}}}
- električni tok kot časovni odvod električnega naboja q: {\displaystyle I={\dot {q}}}:432

- zapis z znakom ′ dodanim k funkciji {\displaystyle x'(t)\,} – Lagrangeev zapis. Oba zapisa se po navadi ne mešata znotraj iste množice enačb. Pri Lagrangeevem zapisu je treba paziti, da, če se rabi kot odvod po kakšni spremenljivki različni od časa, se ga ne zamenjuje s časovnim odvodom.

Uporabljajo se tudi višji časovni odvodi: drugi odvod po času se zapiše kot:
{\displaystyle {\frac {\mathrm {d} ^{2}x}{\mathrm {d} t^{2}}}\!\,}
s pripadajajočima okrajšanima zapisoma {\displaystyle {\ddot {x}}} in {\displaystyle x''(t)}.
Kot posplošitev je časovni odvod vektorja, na primer:
{\displaystyle {\vec {V}}=\left[v_{1},\ v_{2},\ v_{3},\cdots \right]\ ,}
določen kot vektor, katerega komponente so odvodi posameznih komponent izvirnega vektorja:
{\displaystyle {\frac {\mathrm {d} {\vec {V}}}{\mathrm {d} t}}=\left[{\frac {\mathrm {d} v_{1}}{\mathrm {d} t}},{\frac {\mathrm {d} v_{2}}{\mathrm {d} t}},{\frac {\mathrm {d} v_{3}}{\mathrm {d} t}},\cdots \right]\!\,.}